# Ingeborg von Kusserow
Ingeborg von Kusserow, née le 28 janvier 1919 à Wolsztyn en Pologne et morte le 14 avril 2014 (à 95 ans) à Hove dans le Sussex, est une actrice de cinéma et une chanteuse allemande.

## Biographie
Née à Wollstein (aujourd'hui Wolsztyn en Pologne) sous la République de Weimar, elle connaît une carrière florissante dans les années 1930, d'abord au théâtre, puis s'adonne au chant dans l'opérette. Son premier film est Das Hofkonzert, réalisé par Detlef Sierck en 1936. C'est le début d'une trentaine d'apparitions dans de nombreux longs et courts-métrages réalisés en Allemagne.
Elle émigre en Angleterre après la Seconde Guerre mondiale, ayant vécu avec son mari, Percy von Welsburg, à Berlin durant les combats. Elle adopte le pseudonyme d'Ingeborg Wells et obtient un petit rôle dans Capitaine sans peur de Raoul Walsh en 1951, avec Gregory Peck comme acteur principal. Suivent de nombreuses apparitions au cinéma et à la télévision britannique pendant une dizaine d'années, dont Robin des bois (1956-1957), Détective international et Armchair Theatre.
Divorcée de Percy, elle épouse en 1968 Kenneth Slingsby-Fahn, officier de la Royal Air Force à la retraite, qui devient son mari jusqu'à son décès en 2007. Ingeborg s'éteint le 14 avril 2014 à Hove, âgée de 95 ans.

## Filmographie

### Créditée comme  Ingeborg von Kusserow
- 1936 : Das Hofkonzert : Zofe Babette
- 1937 : Wenn Frauen schweigen
- 1937 : Liebe kann lügen : Britta Torsten
- 1937 : Bluff (court-métrage)
- 1937 : Daphne und der Diplomat : Matz
- 1937 : Pension Elise Nottebohm (court-métrage) : Anni, femme de chambre
- 1937 : Meine Freundin Barbara : Lucie
- 1937 : Alkohol und Steuerrad (court-métrage) : Sœur
- 1938 : Gute Reise, Herr Meier (court-métrage)
- 1938 : Blechmusik (court-métrage)
- 1938 : L'Enigme de Beate : actrice 1er étage
- 1938 : Wie einst im Mai
- 1938 : Kleiner Mann - ganz groß! : Nina Würbel
- 1938 : Das Mädchen von gestern Nacht : Evelyn Barrow - la fille
- 1938 : Was tun, Sybille?
- 1938 : Fille d'Ève : Friedl
- 1938 : Hochzeitsnacht (court-métrage)
- 1938 : Der lose Falter : Kitty la chanteuse
- 1939 : Drei Unteroffiziere : Lisbeth
- 1939 : Renate im Quartett : Li
- 1939 : In letzter Minute : Maria
- 1939 : Onkel Fridolin (court-métrage) : Annemarie
- 1940 : Herz ohne Heimat : Baby
- 1940 : Der dunkle Punkt
- 1940 : Falschmünzer : Else Bornemann
- 1941 : Leichte Muse
- 1943 : Alles aus Liebe (non créditée)
- 1944 : Das Konzert : Delfine
- 1946 : Sag' die Wahrheit : Maria
- 1949 : Der große Fall

### Créditée comme Ingeborg Wells
- 1949 : Golden Arrow de Gordon Parry
- 1951 : Capitaine sans peur : Hebe (la servante de Lady Barbara)
- 1951 : Une avoine sauvage : Gloria Samson
- 1951 : Chelsea Story : Janice
- 1951 : Two on the Tiles : Madeleine
- 1951 : Death Is a Number : Gipsy
- 1952 : Secret People : fille dans la boutique de chaussures
- 1952 : King of the Underworld : Marie
- 1952 : Les filles de la pénombre : Lili
- 1953 : The Accused
- 1953 - 1956 : Douglas Fairbanks, Jr., Presents (série télévisée) : 5 épisodes
- 1954 : Double Exposure : Maxine Golder
- 1954 : BBC Sunday-Night Theatre (série télévisée) : Lucia (épisode The Promised Years #4: Return to the River)
- 1954 : Child's Play : Lea Blotz
- 1955 : The Vise (série télévisée) : Marcelle (épisode Death Takes No Holiday)
- 1956 : The Scarlet Pimpernel (série télévisée) : Cecile (épisode Lady in Distress)
- 1956 : Port of Escape : Lucy
- 1956 : House of Blackmail : Emma
- 1956 - 1957 : Robin des bois (série télévisée) :  Lady Irina (épisode The Vandals) / Michele (épisode Flight from France)
- 1957 : Frontière dangereuse : Mrs. Scarff
- 1958 : The New Adventures of Charlie Chan (série télévisée) : Roxanne Gasperi (épisode Kidnap)
- 1958 : Fair Game (série télévisée) : Carla (épisodes Saint Asaph's School for Boys et The Black Cat)
- 1959 : The Traitor (TV) : Maria
- 1960 : ITV Play of the Week (série télévisée) : Hilda (épisode The Autumn Garden)
- 1960 : Détective international (série télévisée) : Mitzi Brenner (épisode The Brenner Case)
- 1960 : Armchair Theatre (série télévisée) : Anna Klein (épisode Some Talk of Alexander)
- 1960 : BBC Sunday-Night Play (série télévisée) : Anna (épisode Twentieth Century Theatre: Musical Chairs)
- 1963 : Zéro un Londres (série télévisée) : Lucette (épisode The Impostor)